# Atul Dodiya

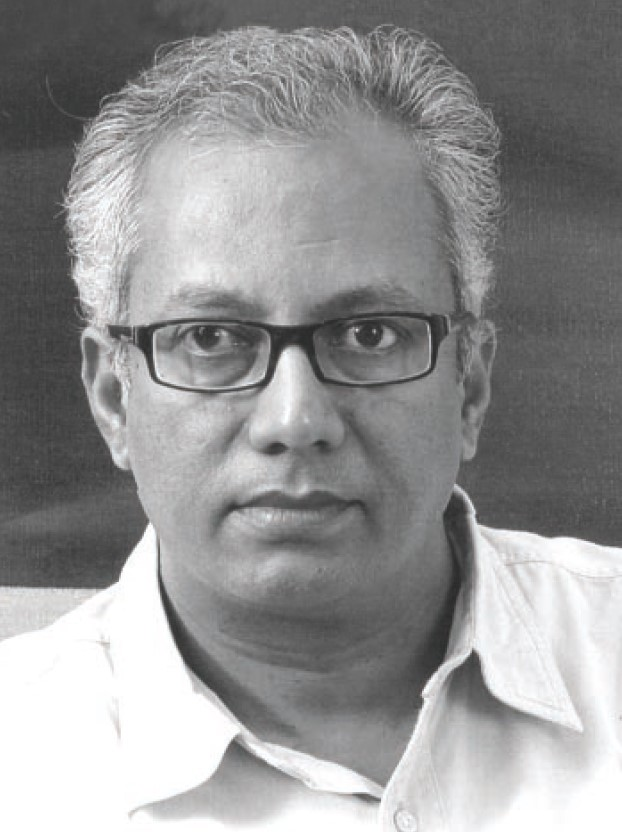
Atul Dodiya (2013)

Atul Dodiya (Hindi अतुल डोडिया IAST Atul Ḍoḍiyā; * 20. Januar 1959 in Ghatkopar bei Bombay) ist ein indischer Künstler. Er bedient sich der Mittel der Malerei und Zeichnung, um Themen von Tradition und Moderne in Indien darzustellen. Besonders widmet er sich Darstellungen seiner Heimatstadt, der Mega-City Mumbai. Arbeiten von Dodiya wurden auf der documenta und der Kunstbiennale in Venedig ausgestellt.

## Leben
Atul Dodiya studierte Kunst an der Sir Jamsetjee Jeejebhoy School of Art in Bombay (heute Mumbai) und schloss sein Studium 1982 mit dem Diplom ab. 1991–1992 hielt er sich zu einem Studienaufenthalt an der École des Beaux-Arts in Paris auf. Seine erste Ausstellung außerhalb Indiens fand 1993 in Amsterdam statt. Dodiyas Stil ist realistisch, seine Technik reicht von Ölmalerei über Aquarell zur Zeichnung. Wiederkehrende Elemente sind Verweise auf religiöse Darstellungen und die konfliktreiche Geschichte Indiens und Pakistans, dabei werden die Bilder oft durch Geschriebenes strukturiert. Dodiya lebt und arbeitet in Mumbai. Seine Frau Anju Dodiya (* 1964) ist ebenfalls Künstlerin, ihre Arbeiten werden international ausgestellt.

## Ausstellungen

### Einzelausstellungen (Auswahl)
- 2002: Atul Dodiya – E.T y los otros, Museo Reina Sofía (MNCARS), Madrid.[3]
- 2001: Atul Dodiya – Bombay : Labyrinth / Laboratory, Japan Foundation, Tokio.[4]

### Teilnahme an Gruppenausstellungen (Auswahl)
- 2007: Horn Please. Erzählen in der zeitgenössischen indischen Kunst, Kunstmuseum Bern.[5]
- 2007: documenta 12, Kassel. Gezeigt wurden zwölf großformatige Aquarelle mit Tier- und Pflanzenmotive sowie Überschreibungen von Gedichten.[6]
- 2006–2007: Hungry God – Indian Contemporary Art, Art Gallery of Ontario (AGO), Toronto.[7] Die Ausstellung wurde davor auch in Busan (Südkorea) und in Peking gezeigt.
- 2006–2007: Edge of Desire – Recent Art in India, gezeigt in der National Gallery of Modern Art, Mumbai, im Berkeley Art Museum, Berkeley (CA) und im Museo de Arte Contemporáneo de Monterrey (MARCO), Monterrey.[8]
- 2005: 51. Kunstbiennale in Venedig, Indischer Pavillon.[9]
- 2003: body.city – Neue Perspektiven aus Indien, Haus der Kulturen der Welt, Berlin.[10]
- 2002: Kapital & Karma – Zeitgenössische Kunst aus Indien, Kunsthalle Wien.[11]
- 2002: Secular Practice: Recent Art from India, Contemporary Art Gallery (CAG), Vancouver.[12]
- 2001: Yokohama 2001 – International Triennale of Contemporary Art, Tokio.[13]
- 2001: Century City: Art and Culture in the Modern Metropolis, Tate Modern, London.[14]
- 1997: Out of India, Queens Museum of Art, New York.[15]